# شادباغ
شادباغ یک منطقهٔ مسکونی در پاکستان است که در ناحیه لاهور واقع شده‌است.